# Canton de Plérin
Le canton de Plérin est une circonscription électorale française située dans le département des Côtes-d'Armor et la région Bretagne.

## Histoire
Le canton de Plérin a été créé en 1982.
Un nouveau découpage territorial des Côtes-d'Armor entre en vigueur à l'occasion des élections départementales de mars 2015, défini par le décret du 13 février 2014, en application des lois du 17 mai 2013 (loi organique 2013-402 et loi 2013-403). Les conseillers départementaux sont, à compter de ces élections, élus au scrutin majoritaire binominal mixte. Les électeurs de chaque canton élisent au Conseil départemental, nouvelle appellation du Conseil général, deux membres de sexe différent, qui se présentent en binôme de candidats. Les conseillers départementaux sont élus pour 6 ans au scrutin binominal majoritaire à deux tours, l'accès au second tour nécessitant 12,5 % des inscrits au 1er tour. En outre la totalité des conseillers départementaux est renouvelée. Ce nouveau mode de scrutin nécessite un redécoupage des cantons dont le nombre est divisé par deux avec arrondi à l'unité impaire supérieure si ce nombre n'est pas entier impair, assorti de conditions de seuils minimaux. Dans les Côtes-d'Armor, le nombre de cantons passe ainsi de 52 à 27. Le nombre de communes du canton de Plérin passe de 3 à 4.
Le nouveau canton de Plérin est formé de communes des anciens cantons de Plérin (3 communes) et de Châtelaudren (1 commune : Tréméloir) Le canton est entièrement inclus dans l'arrondissement de Saint-Brieuc. Le bureau centralisateur est situé à Plérin.

## Représentation

### Représentation avant 2015
| Période | Période | Identité                    | Étiquette | Qualité |
| ------- | ------- | --------------------------- | --------- | --- |
| 1982    | 1985    | Édouard Quemper (1925-2015) | PCF       | Employé puis permanent politique Conseiller municipal puis adjoint au maire de Saint-Brieuc (1953-1997) Ancien conseiller général du Canton de Saint-Brieuc-Nord Conseiller régional (1992-1994) |
| 1985    | 1998    | Louis Auffray (1931-2010)   | DVD       | Enseignant à la Chambre des Métiers Maire de Pordic (1969-1971 et 1983-1995) |
| 1998    | 2015    | Paule Quéméré               | PS        | Conseillère municipale déléguée de Plérin |

### Représentation après 2015
| Période élective | Période élective | Mandat | Mandat   | Identité          | Nuance | Nuance | Qualité |
| ---------------- | ---------------- | ------ | -------- | ----------------- | ------ | ------ | --- |
| 2015             | 2021             | 2015   | 2021     | Alain Cadec       |        | LR     | Président du Conseil départemental (2015-2020) Sénateur des Côtes-d'Armor (depuis 2020) Ancien député au Parlement européen (2009-2019) Ancien conseiller général du Canton de Saint-Brieuc-Nord |
| 2015             | 2021             | 2015   | 2021     | Monique Le Vée    |        | DVD    | Adjointe au maire de Pordic |
| 2021             | 2028             | 2021   | en cours | Jean-Marie Benier |        | PS     | Professeur d'histoire, ancien directeur de l'école de musique, premier adjoint au maire de Plérin 1er vice-président délégué aux Ressources humaines et au Dialogue social                       |
| 2021             | 2028             | 2021   | en cours | Nathalie Nowak    |        | EELV   | Employée de commerce, Pordic Conseillère déléguée à l'Environnement |

### Résultats détaillés

#### Élections de mars 2015
À l'issue du 1er tour des élections départementales de 2015, deux binômes sont en ballottage : Ronan Kerdraon et Andrée Kerleguer-Viougea (PS, 35,3 %) et Alain Cadec et Monique Le Vée (Union de la Droite, 34,64 %). Le taux de participation est de 61,8 % (10 453 votants sur 16 913 inscrits) contre 56,24 % au niveau départementalet 50,17 % au niveau national.
Au second tour, Alain Cadec et Monique Le Vée (Union de la Droite) sont élus avec 50,25 % des suffrages exprimés et un taux de participation de 63,4 % (4 983 voix pour 10 722 votants et 16 912 inscrits).

#### Élections de juin 2021
Le premier tour des élections départementales de 2021 est marqué par un très faible taux de participation (33,26 % au niveau national). Dans le canton de Plérin, ce taux de participation est de 40,72 % (7 343 votants sur 18 031 inscrits) contre 39,37 % au niveau départemental. À l'issue de ce premier tour, deux binômes sont en ballottage : Jean-Marie Benier et Nathalie Nowak (Union à gauche avec des écologistes, 41,1 %) et Alain Cadec et Monique Le Vée (DVD, 40,52 %).
Le second tour des élections est marqué une nouvelle fois par une abstention massive équivalente au premier tour. Les taux de participation sont de 34,3 % au niveau national, 40,31 % dans le département et 43,34 % dans le canton de Plérin. Jean-Marie Benier et Nathalie Nowak (Union à gauche avec des écologistes) sont élus avec 50,12 % des suffrages exprimés (3 716 voix pour 7 815 votants et 18 033 inscrits),,. 

## Composition

### Composition avant 2015

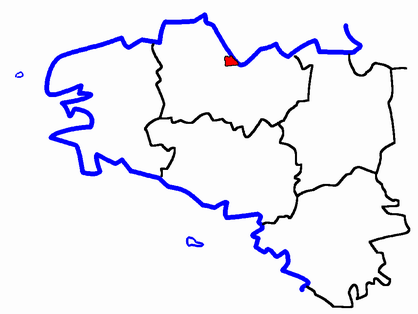
Situation du canton de Plérin dans le département des Côtes-d'Armor avant 2015.

Le canton de Plérin regroupait trois communes.
| Nom                | Code Insee | Codepostal | Superficie (km2) | Population (dernière pop. légale) | Densité (hab./km2) |
| ------------------ | ---------- | ---------- | ---------------- | --------------------------------- | ------------------ |
| Plérin (chef-lieu) | 22187      | 22190      | 27,72            | 14 224 (2012)                     | 513                |
| Pordic             | 22251      | 22590      | 28,94            | 6 044 (2012)                      | 209                |
| Trémuson           | 22372      | 22440      | 6,31             | 1 963 (2012)                      | 311                |

### Composition à partir de 2015
Après le redécoupage de 2014, le canton de Plérin comprenait 4 communes entières.
À la suite de la fusion, au 1er janvier 2016, de Tréméloir avec Pordic pour former une commune nouvelle, il compte désormais trois communes.
| Nom                            | Code Insee | Intercommunalité                    | Superficie (km2) | Population (dernière pop. légale) | Densité (hab./km2) | Modifier                                    |
| ------------------------------ | ---------- | ----------------------------------- | ---------------- | --------------------------------- | ------------------ | ------------------------------------------- |
| Plérin (bureau centralisateur) | 22187      | CA Saint-Brieuc Armor Agglomération | 27,72            | 14 527 (2022)                     | 524                | modifier les données · modifier les données |
| Pordic                         | 22251      | CA Saint-Brieuc Armor Agglomération | 33,63            | 7 393 (2022)                      | 220                | modifier les données · modifier les données |
| Trémuson                       | 22372      | CA Saint-Brieuc Armor Agglomération | 6,31             | 2 238 (2022)                      | 355                | modifier les données · modifier les données |
| Canton de Plérin               | 2218       |                                     | 67,66            | 24 158 (2022)                     | 357                | modifier les données                        |

## Démographie

### Démographie avant 2015
| 1982   | 1990   | 1999   | 2006   | 2011   | 2012   |
| ------ | ------ | ------ | ------ | ------ | ------ |
| 16 015 | 18 225 | 19 372 | 20 796 | 21 978 | 22 231 |

### Démographie depuis 2015
En 2022, le canton comptait 24 158 habitants, en évolution de +5,13 % par rapport à 2016 (Côtes-d'Armor : +1,78 %, France hors Mayotte : +2,11 %).
| 2013   | 2018   | 2022   |
| ------ | ------ | ------ |
| 23 260 | 23 494 | 24 158 |